# C. A. Rosetti (Tulcea)
C. A. Rosetti è un comune della Romania di 978 abitanti, ubicato nel distretto di Tulcea, nella regione storica della Dobrugia.
Il comune è formato dall'unione di 5 villaggi: C.A. Rosetti, Cardon, Letea, Periprava, Sfiștofca.
Il toponimo trae origine dal nome dello scrittore Constantin Alexandru Rosetti.